# Ross Thomas
Ross Schuler Thomas (ur. 21 sierpnia 1981 r. w Stockton) – amerykański aktor filmowy i telewizyjny. Znany z roli Baileya Reese’a w młodzieżowym serialu stacji The N Beyond the Break.
Studiował teatroznawstwo na Arizona State University i University of Southern California. Po ukończeniu college'u, przeniósł się do Los Angeles, gdzie rozpoczął karierę aktorską. Pierwszą, tytułową zarazem rolę odegrał w wielokrotnie nagrodzonym dramacie What's Bugging Seth (2005).